# 물병자리 R
물병자리 R은 물병자리에 있는 변광성이다.
물병자리 R은 미라형 변광성과 백색 왜성으로 이루어진 이중성으로 추측된다. 주성 미라형 변광성은 적색 거성으로 1년이 약간 넘는 주기 동안 수백 배에 이르는 밝기 변화를 보인다. 이 사실은 1810년에 카를 루트비히 하딩이 알아냈다.
백색 왜성은 적색 거성으로부터 물질들을 끌어당기고 있으며 가끔 여분의 질량을 분출하여 주변에 고리 모양의 구조를 형성한다. 이중성 전체는 대체로 붉은색으로 보이는데, 이는 주변의 먼지 물질이 항성에서 나온 푸른 빛 계열의 파장을 흡수해 버리기 때문이다.
물병자리 R 주변의 성운 이름은 Cederblad 211이다. 이 성운은 일본 천문학자들이 930년 기록했던, 신성 비슷한 폭발 현상으로 생긴 잔해일 가능성이 있다.